# Mayomyzon pieckoensis
Mayomyzon pieckoensis – wymarły gatunek minoga. Znany jest ze skamieniałości znalezionych w Mazon Creek, Illinois datowanej na pensylwan (około 300 mln lat temu) i opisanej przez Davida Bardacka i Rainera Zangera w 1968 roku na łamach Science. Rodzaj został nazwany na cześć S. Maya, który ofiarował okaz Field Museum of Natural History, a nazwa gatunkowa honoruje Helen T. Piecko, właścicielkę kolekcji skamieniałości z Mazon Creek, która udostępniła swoje okazy do opisu. Poza holotypem FMNH PF5687 w pracy opisano jeszcze pięć okazów: FMNH PF5688, FMNH PF5539, HTP 1640, HTP 5015 i HTP 980.
Rekonstrukcje zwierzęcia wskazują, że był zbliżony budową anatomiczną do współczesnych minogów. Miał nieco bardziej krępe ciało, mniejsze, mniej liczne (5 albo 6, u współczesnych gatunków 7) i częściej rozstawione kieszonki skrzelowe położone bliżej oczu, oraz połączone płetwy grzbietową i ogonową. Aparat gębowy Mayomyzon posiadał chrząstkę tłokową (ang. piston cartilage), ale był pozbawiony zębów. 
Z Mazon Creek znany jest również drugi gatunek minoga, Pipiscus, a także śluzica Myxinikela. Hardistella znana z Bear Gulch, Montana jest nieco starszym gatunkiem (mississip, około 320 mln lat temu), znanym z gorzej zachowanych skamieniałości. Wszystkie trzy gatunki były małe (około 5 cm długości), co sugeruje, że zwierzęta te nie przechodziły stadium larwalnego albo że był on znacząco krótszy niż obecnie.